# FINAL FANTASY XI〜THE OUT OF ORDERS〜
『FINAL FANTASY XI〜THE OUT OF ORDERS〜』（ファイナルファンタジーイレブン〜ジ アウトオブオーダーズ〜）は、スクウェア・エニックスによる日本国産のオンラインゲーム（MMORPG）：『ファイナルファンタジーXI（以下『FFXI』）』 を原作とした漫画作品である。作画はキム・ビョンジン、原作はキム・ソンジェ。スクウェア・エニックス発行の青年漫画雑誌 『ヤングガンガン（以下『YG』）』 の創刊号（2004年12月3日発売）より看板作品と銘打たれて連載を開始したが、その後わずか3回で連載を中止した。
作者名からわかるように韓国人作家を起用しているのだが、その韓国では当時 『FFXI』 の正式サービス自体が開始されておらず、YG創刊前の告知の際にも作者自身が執筆に当たり 「世界観を把握するのに奮闘中」 といったコメントを残している。

## 世界観の表現について

### 時間軸の設定
本作（第1 - 3話）では原作設定上の史実である 「クリスタル戦争（天晶歴862 - 864年）」 時代、ウィンダス連邦における 「カルゴナルゴ砦の戦い（天晶歴862年）」 を元にしているものと思われる。これは作中における件の砦の名称、及び登場人物達がサンドリア騎士団：メリュジーヌ隊であるとされていることから推測できるものであり、時系列的にはカラハバルハが完全召喚を行ってウィンダス連邦を死守した後、陥落寸前となっていたカルゴナルゴ砦にサンドリア王立騎士団が救援に駆けつけた出来事の前後付近に当たるものと思われる。

### 登場人物
作中に登場する人物達（主に名前の付いたメインのキャラクター）は、『FFXI』の追加ディスク：『ジラートの幻影』 以前のスタンダード及びエキストラジョブに固有のアーティファクト（以下AF）姿で描かれており、比較的原作設定に忠実なものとなっている。ただし端役を除いた彼らは、その表情を見せるためか、顔面を覆ってしまうような頭部分の装備は基本的に描かれてはいない。
また前述したように本作では 「カルゴナルゴ砦の戦い」 におけるサンドリア騎士団：メリュジーヌ隊の活躍を描いているので、主要に描かれているキャラクターの種族は必然的にエルヴァーンに偏っているようであるが、原作設定上では国籍を問わない部隊編成であるため、基本的にすべての種族が登場している。ただしそのフェイス（キャラメイク時に選べる顔グラフィック）の種類は原作の一部に留まり、明確に忠実であると判断できるものは少ない。

### 主人公について
連載休止までの第1 - 3話における主人公に当たるのはメリュジーヌ隊隊長のヴァリグとなるが、本作正規の主人公は別である。連載開始前から設定イラストなどは公開されていたのだが、わかるのは性別が男であるということのみで、名前・種族（一応ヒュームに見える）は不明。フェイスもゲーム中プレイヤーが選択できるものに見当たらない。またその姿が 「両手刀＆アダマンホーバーク」 という原作設定上両立できない武具の組み合わせであったため、ジョブすら不明である。

### 原作設定との相違点
以下、作者のオリジナリティとしては特に違和感のある一部を挙げる。
原作の公式設定上における 「タルタル」 という種族は、「成人しても子供のような外見のまま」 で 「陽気で無邪気」 という種族的な特有性を持っているのだが、本作に登場するタルタルはその特性を 「知性を感じさせない・知性の乏しい幼い子供」 という形で表現がなされている。ゲーム中においてタルタルが 「子供のような外見のまま」 なのは一目瞭然であり、また 「陽気で無邪気」 であるという設定は、その言動や仕草などからも実際にプレイをしていれば容易に理解できるものとなっている。彼らの母国である 「ウィンダス連邦」 は公式設定から 「努力と勤勉の国」 ともされており、知性溢れる彼らをして本作の描写は違和感の強いものとなっている。
また印象的なものとして、「事前にダメージを与えていた様子もないヤグードハイプリーストを、ナイト1人が片手剣の一撃のみで倒す」 というシーンが描かれているのだが、これは原作設定上如何なるジョブ・レベル（現状最高値は99）・装備を以ってしても実現不可能な状況である。

## 休載 - 連載中止について
次回への引きを見せる形で第3話まで連載されたが、YG本誌第03号において突然 「作者取材のため」 という名目で長期休載するとの告知がなされた。その後しばらくして、「2005年の秋に連載再開」 との告知も出たが、結局そのまま再開されることなく 「作者の都合」 という簡潔な理由のみを明らかとした 「連載中止のお知らせ」 が掲載された。
新創刊誌の看板作扱いされていた上に、ゲームの発売元であるスクウェア・エニックスの発行だったにもかかわらず起こってしまったこの破綻であるが、このような事態に到った詳しい内部事情は以後も明言されておらず不明である。